# یاستژانب (شهرستان شدووویتس)
یاستژانب (به لاتین: Jastrząb) یک روستا در لهستان است که در گمینا یاستژانب واقع شده‌است.